# Partênio II de Constantinopla
Partênio II de Constantinopla (em grego: Παρθένιος Β΄; m. 16 de maio de 1651) foi patriarca ecumênico de Constantinopla em dois períodos, entre 1644 e 1646 e entre 1648 e 1651.

## História
Partênio nasceu em Joanina, na Grécia. Ele foi ordenado padre e depois foi nomeado bispo metropolitano da cidade. Em 1639, foi transferido para a metrópole de Adrianópolis para suceder o seu tutor espiritual, Partênio I, que havia sido eleito patriarca. Ele vivia em Constantinopla e se associou aos aliados de Cirilo Lucaris, especialmente Teófilo Coridaleu. Em 8 de setembro de 1644, Partênio II foi eleito com o apoio deste grupo.
Considerado avarento e violento, Partênio II adotou uma política anti-católica, o que levou os seus adversários a derrubarem-no em novembro de 1646, exilando-o para Chipre. No caminho, Partênio conseguiu escapar e seguiu para Iași (na moderna Romênia), onde permaneceu por dois anos. Em 29 de outubro de 1648, Partênio II foi reeleito. Neste segundo mandato, sua política foi oposta e ele passou a combater o grupo pró-calvinista de Cirilo Lucaris. Em 1649 ele chegou a escrever pedindo ajuda do imperador Fernando III do Sacro Império Romano-Germânico contra eles.
Finalmente, porém, Partênio acabou colecionando inimigos em ambas as facções e terminou isolado e impotente. Na primavera de 1651, os jesuítas, com o apoio dos monarcas da Valáquia e da Moldávia, informaram o sultão otomano Maomé IV, o Caçador que ele estaria em negociações secretas com os russos. Em 16 de maio, Partênio foi preso pelos janízaros, que o estrangularam e atiraram seu corpo no mar. Os cristãos conseguiram recuperar seu corpo e o enterraram no Mosteiro de Camariotissa, em Halki (Heybeliada).